# Hypsioma hezia
Hypsioma hezia är en skalbaggsart som beskrevs av Dillon 1945. Hypsioma hezia ingår i släktet Hypsioma och familjen långhorningar.
Artens utbredningsområde är Paraguay. Inga underarter finns listade i Catalogue of Life.